# Videosex
Videosex je bila slovenska vokalno-instrumentalna zasedba, ki je igrala pop in elektronsko glasbo (synthpop oz. novi val). Ustanovili so jo leta 1983 Anja Rupel (vokal), Nina Sever (klaviature), Matjaž Kosi (klaviature), Janez Križaj (bas kitara) in Iztok Turk (bobni, pred tem je bil tudi bobnar punk skupine Kuzle). 
V devetih letih delovanja (do 1992) so posneli štiri albume, z uspešnicami, med katerimi so bile priredbe, kot je priredba popevke "Vozi me vlak v daljave" (izvirnik je izvajala Beti Jurković), priredba punk pesmi "Moja mama" (izvirnik je izvajala punk skupina Kuzle) ter nekatere njihove lastne skladbe ("Kako bih volio da si tu", "Ljubi in sovraži").

## Zasedba
- Matjaž Kosi - klaviature (1983-1984)
- Janez Križaj - bas kitara, programiranje (1983-1989)
- Anja Rupel - vokal
- Nina Sever - klaviature (1983-1985; 1989-1992)
- Iztok Turk - bobni, programiranje
- Jani Baš
- Goran Lisica - Fox - klaviature

## Diskografija
Albumi
- Videosex '84 (1984)
- Lacrimae Christi (1985)
- Svet je zopet mlad (1987)
- Ljubi in sovraži (1992)
- Arhiv (1997, kompilacija)

Singli
- "Moja mama" (1983)